# Skimmia anquetilia
Skimmia anquetilia är en vinruteväxtart som beskrevs av N.P. Taylor & H.K. Airy Shaw. Skimmia anquetilia ingår i släktet skimmior, och familjen vinruteväxter. Inga underarter finns listade i Catalogue of Life.